# Dendrochilum galeatum
Dendrochilum galeatum är en orkidéart som beskrevs av Henrik Aerenlund Pedersen. Dendrochilum galeatum ingår i släktet Dendrochilum och familjen orkidéer.
Artens utbredningsområde är Små Sundaöarna. Inga underarter finns listade i Catalogue of Life.